# 星和町
星和町（せいわまち）は福岡県北九州市八幡西区の町。住居表示実施済み。郵便番号は807-0829。

## 地理
八幡西区の北部に位置し、北に貴船台、東から南に本城東、西に友田と接する。

## 地域の特徴
高台に立地する住宅街である。

## 歴史
西部は昭和40年代後半に土地区画整理事業で形成された市街地である。この辺りはかつて大字本城の字、鞍ケ谷と呼ばれていた。

### 沿革
- 1973年（昭和48年）6月1日 - 星和町新設[5]。
- 1974年（昭和49年）4月1日 - 八幡区が八幡西区と八幡東区に分かれ、八幡区星和町は八幡西区星和町となる[6]。

### 町名の変遷
| 実施内容          | 実施年月日               | 実施後 | 実施前         |
| ----------------- | ------------------------ | ------ | -------------- |
| 町名新設 住居表示 | 1973年（昭和48年）6月1日 | 星和町 | 大字本城の一部 |

## 世帯数と人口
2025年（令和7年）3月31日現在（北九州市発表）の世帯数と人口は以下の通りである。
| 町     | 世帯数  | 人口    |
| ------ | ------- | ------- |
| 星和町 | 520世帯 | 1,045人 |

### 人口の変遷
国勢調査による人口の推移。
| 1995年（平成7年）  | 1,206人 | [ 8 ]  |  |
| 2000年（平成12年） | 1,126人 | [ 9 ]  |  |
| 2005年（平成17年） | 1,068人 | [ 10 ] |  |
| 2010年（平成22年） | 1,017人 | [ 11 ] |  |
| 2015年（平成27年） | 988人   | [ 12 ] |  |
| 2020年（令和2年）  | 1,034人 | [ 13 ] |  |

### 世帯数の変遷
国勢調査による世帯数の推移。
| 1995年（平成7年）  | 424世帯 | [ 8 ]  |  |
| 2000年（平成12年） | 436世帯 | [ 9 ]  |  |
| 2005年（平成17年） | 424世帯 | [ 10 ] |  |
| 2010年（平成22年） | 417世帯 | [ 11 ] |  |
| 2015年（平成27年） | 433世帯 | [ 12 ] |  |
| 2020年（令和2年）  | 439世帯 | [ 13 ] |  |

## 学区
市立小・中学校に通う場合、学区は以下の通りとなる。
| 町     | 街区 | 小学校               | 中学校               |
| ------ | ---- | -------------------- | -------------------- |
| 星和町 | 全域 | 北九州市立赤坂小学校 | 北九州市立折尾中学校 |

## 交通

### バス
域内のバス停と系統は以下のとおりである。
| 運行事業者 | 運行事業者 | 西鉄バス北九州 | 西鉄バス北九州 | 北九州市交通局 |
| 系統       | 系統       | 80             | 82             | 55             |
| 停留所     | 折尾東団地 | ○              | ○              | ○              |

## 施設

### 公共施設
- 北九州市立赤坂市民センター

### 公園
- 星和台公園
- 星和台西公園
- 星和台東公園